# Vasteland (straat)
Het Vasteland is een korte drukke weg ten zuiden van het centrum van Rotterdam en maakt deel uit van de Centrumring S100. De weg ligt in het verlengde van de Westzeedijk en loopt tot aan het kruispunt Schiedamsedijk/Boompjes/Erasmusbrug. In de middenberm van de autoweg liggen de tramrails van tramlijn 8. Op de hoek met de Schiedamsedijk bevindt zich de Maastorenflat, die na de bouw enige tijd het hoogste woongebouw van Nederland was.

## Geschiedenis
Het Vasteland is een onderdeel van Schielands Hoge Zeedijk, de primaire waterkering van het hoogheemraadschap van Schieland. Dit gedeelte tussen Rotterdam en Schoonderloo werd kort voor 1288 aangelegd. In 1599 werd op het Vasteland een nieuwe Schiedamse Poort gebouwd, ter vervanging van de oude Schiedamse Poort die ter hoogte van het huidige Schielandshuis stond. Deze nieuwe poort werd ook Rode Poort genoemd. In 1638 vestigden zich de haringreders uit Delfshaven aan het Vasteland naast het lijnbaanhuis van de Oostindische Compagnie. De Delfshavense reders kregen hier van de stad Rotterdam een erf aangeboden om hun taanhuis te bouwen en verhuisden hun 40 haringbuizen van Delfshaven naar Rotterdam. Omdat de grond in het gebied ten westen van de Leuvehaven regelmatig verzakte moesten de eigenaren hun erven regelmatig ophogen. Slechts een gedeelte van het gebied lag op vaste bodem. De eigenaren van deze erven gaven het de naam Vasteland, een naam die omstreeks 1720 in gebruik komt. Dit gebied stond eerder bekend als Stadsplein.

## Fotogalerij

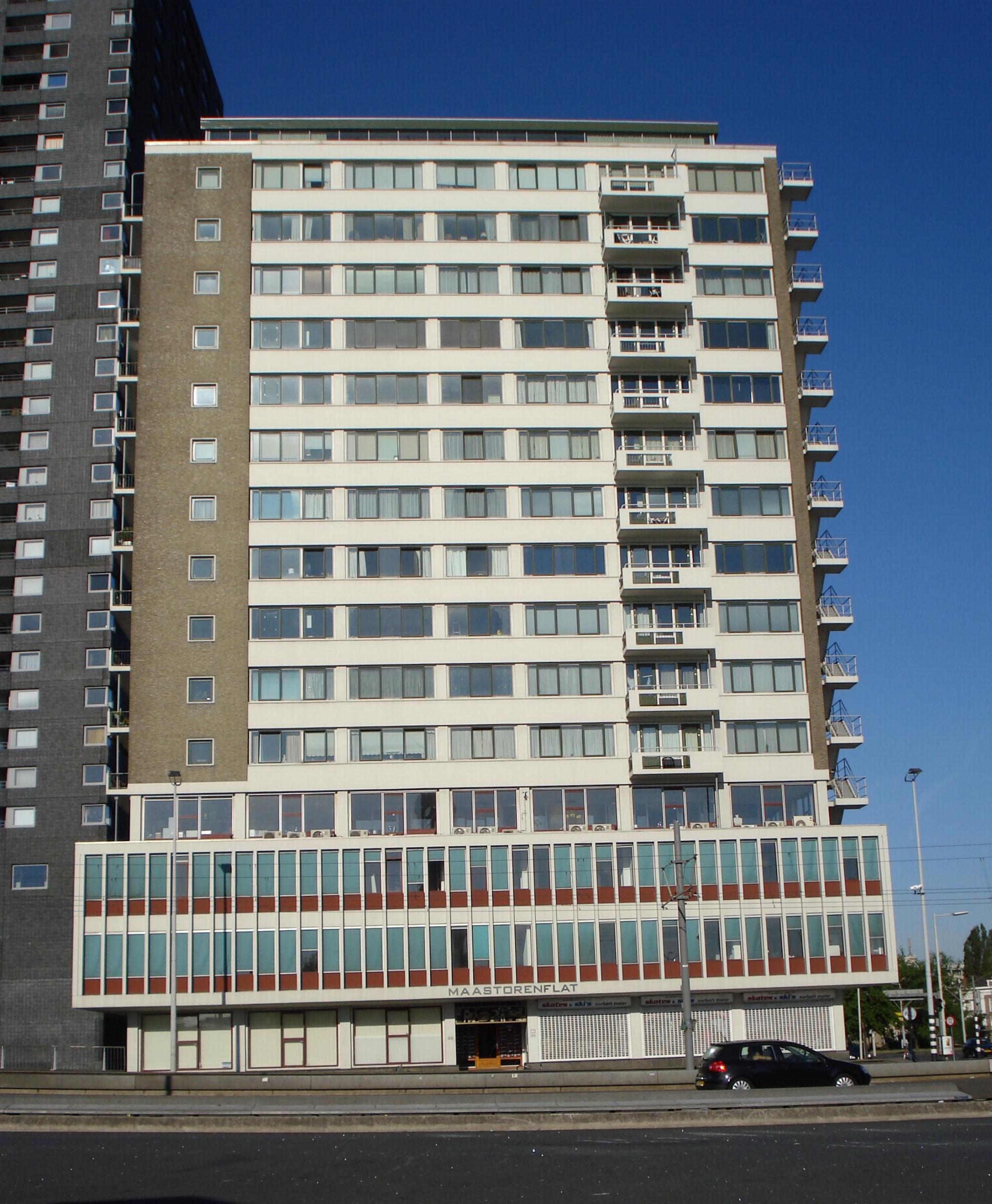
Maastorenflat aan het Vasteland
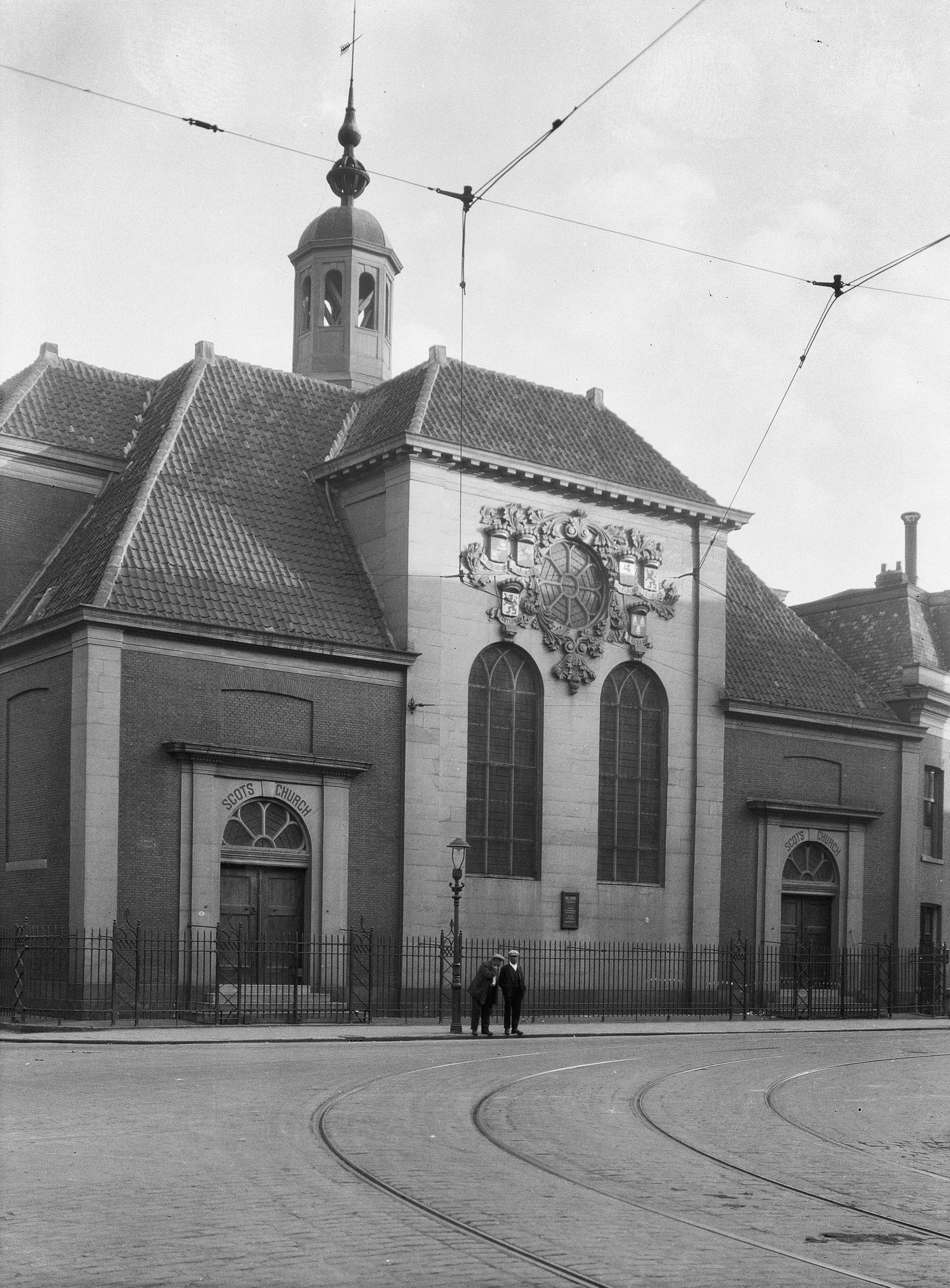
Schotse kerk aan het Vasteland